# Арабський дикий кіт
Арабський дикий кіт (Felis lybica lybica), якого також називають дикий кіт Гордона — це підвид лісового кота, що мешкає на Аравійському півострові. Вперше він був описаний у 1968 році британським зоологом Девідом Гаррісоном, який назвав його Felis silvestris gordoni на честь майора А. С. Гордона, який зібрав зразки типу в Омані.

## Таксономія
Таксономічний статус арабської дикої кішки обговорювався з 1990-х років:
- У виданні «Світовий вид світу» за 2005 рік він був визнаний підвидом Felis silvestris з назвою Felis silvestris gordoni.
- У 2007 році, після філогенетичних досліджень, він був віднесений до F. s. lybica, близькосхідна дика кішка[2].
- З 2017 року Felis lybica визнаний видом дикої кішки, який відрізняється від Felis silvestris, а арабська дика кішка тепер визнана номінальним підвидом lybica F. l. lybica[3].

## Характеристика
Арабський дикий кіт за розмірами та зовнішнім виглядом досить схожий на домашню кішку. Шерсть у нього коротка і щільна, сірувато-коричнева, попелясто-сіра або пухка, з темними слідами на голові і темними смугами на тілі, кінцівках і біля кінчика хвоста. Нижня частина білувата, а між чорними подушечками на підошвах ніг є чорні волоски.

## Поширення та середовище існування
Ця кішка є ендеміком північного Оману та частини Об'єднаних Арабських Еміратів. Типовим місцем його проживання є напівпустельні райони зі скелями та чагарниками, де самці підтримують територію площею кілька квадратних кілометрів, а самки — досить меншу територію.

## Екологія
Арабський дикий кіт — це нічна одиночна тварина і має кілька барлігів, скельних щілин, дуплистих дерев або порожніх нор лисиць, в які вона може відступити в різних частинах своєї території. Харчується тушканчиками, жирами та іншими дрібними гризунами, дрібними птахами, плазунами та великими комахами, отримуючи більшу частину потреб у рідині з їжею. Це люто і спритно. Розведення відбувається в більшість періодів року. Самка притягує до самки феромони, які вона виробляє, коли вона є сексуально сприйнятливою. Період вагітності становить близько шістдесяти п'яти днів, а кількість виводку зазвичай становить троє-четверо кошенят. Молоді спочатку мають плямисте хутро, а через два-три місяці відлучують, але ще кілька місяців залишаються з матір'ю, щоб навчитися мисливським навичкам та навичкам виживання.

## Статус
Ареал арабської дикої кішки невеликий, і це один з найбільш загрожуваних підвидів дикої кішки. Історично переслідуваний бедуїнами його середовище існування в даний час все більше деградує для сільськогосподарських цілей. Найсерйознішою загрозою, з якою вона стикається, може бути те, що вона гібридизується зі здичавілими свійськими котами[прояснити] і в дикій природі може залишитися мало чистокровних арабських диких котів. З огляду на це, в 1986 році в Абу-Дабі було розпочато програму розведення в неволі, а інших котів переселено до Каліфорнії та Німеччини, а міжнародна племінна книга ведеться в Кельнському зоологічному саду.